# The Auteurs
The Auteurs waren eine britische Rockband, die von 1992 bis 1999 existierte. Ihre Musik war zwischen den Anfang der 1990er Jahre angesagten Musikrichtungen des Britpops und des amerikanischen Alternative Rock angelegt, hatte aber auch Anklänge am Glam Rock der 1970er. Trotz vieler positiver Kritiken ist den Auteurs der große Erfolg nie vergönnt gewesen.

## Biografie

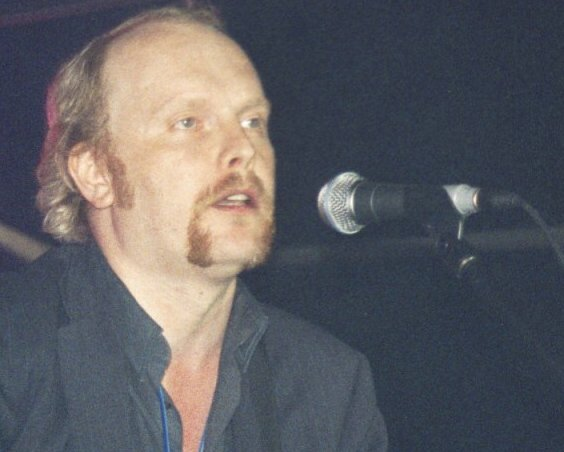
Ex-Frontmann Luke Haines (2005)

Der Songwriter Luke Haines (* 1967) spielte in seiner Schulzeit in diversen Bands und war zu seiner Zeit am College Mitglied der Band The Servants (1985–1991), die zwei kommerziell erfolglose Alben veröffentlichte. Nach dem Split der Gruppe gründete er 1993 mit seiner Freundin Alice Readman, die auch bei The Servants mitgespielt hatte, und James Banbury The Auteurs. Auf ihren Platten wurde die Gruppe immer wieder von anderen Musikern begleitet.
Die erste Single Showgirl go wurde von der Presse, allen voran dem Melody Maker, hoch gelobt. Daher gelang es, einen Plattenvertrag mit Hut Records abzuschließen. Das Album New Wave wurde 1994 für den Mercury Music Prize nominiert, allerdings ging der Preis an Suede und ihr gleichnamiges Album. Die Musik der Gruppe wurde mit der erfolgreichen Britpop-Bewegung assoziiert, was allerdings Haines missfiel; er ließ sich in der Folge zu abschätzigen Aussagen über Kollegen hinreißen.
1995 erschien der vor der Kritik begeistert aufgenommene Nachfolger Now I’m a Cowboy. Die Platte beginnt mit dem Lied Lenny Valentino, das eine Reihe von Kritikern als Haines’ besten Song bezeichnen. The Auteurs vs µ-Ziq, ein Remix-Album vom Herbst desselben Jahres, zeigte deutlich die Abgrenzung zur Britpop-Bewegung.
Das Album After Murder Park aus dem Jahr 1996 gilt bei Fans als das beliebteste. Produzent Steve Albini schuf einen eingängigeren Sound, der bei Songs wie Land Lovers, Unsolved Child Murder und Buddha den lyrischen Texten Ausdrucksstärke verlieh.
Nach dem Remix-Album mit µ-ziq und After Murder Park sagte Haines 1996 in einem Interview, dass er wertlosen belgischen Techno interessanter fände als die Popmusik gegen Ende der 1990er, das Konzept der Rockband sei für ihn veraltet; als Beispiel nennt er The Smashing Pumpkins und Oasis.
Nachdem sich Haines auf sein Projekt Baader Meinhof, benannt nach den RAF-Terroristen Andreas Baader und Ulrike Meinhof, konzentrierte, dauerte es bis 1999, ehe mit How I Learned to Love the Bootboys das nächste und letzte Auteurs-Album erscheinen sollte. Darauf setzte Haines vermehrt auf elektronischen Sound, der viele ältere Anhänger abschreckte.
Haines gründete die angesehene Art-Pop-Band Black Box Recorder und startete immer wieder Einzelprojekte, die misslangen. James Banbury gründete mit Paul Morley die Gruppe Infantjoy, diese aber hatte keinen Erfolg mehr.

## Diskografie

### Studioalben
- 1993: New Wave
- 1994: Now I’m a Cowboy
- 1996: After Murder Park
- 1999: How I Learned to Love the Bootboys

### Extended Plays
- 1993: Live Acoustic (Live)
- 1993: Les Inrockuptibles
- 1994: The Auteurs vs µ-Ziq (Remixes)
- 1995: Back With the Killer
- 1996: Kids Issue

### Singles
- 1992: Showgirl
- 1993: How Could I Be Wrong
- 1993: She Might Take A Train
- 1993: How Could I Be Wrong
- 1993: Housebreaker
- 1993: New French Girlfriend
- 1993: Lenny Valentino
- 1994: Chinese Bakery
- 1996: Light Aircraft on Fire
- 1999: Sick of Hari Krisna
- 1999: The Rubettes

### Livealben
- 2005: No Dialogue With Cunts (Download)